# يوميات امرأة لا مبالية
يوميات امرأة لا مبالية، مجموعة شعرية من مؤلفات الشاعر العربي السوري نزار قباني، صدرت في عام 1968، عن منشورات نزار قباني في بيروت، لبنان.